# Zug (Theater)

Schematische Darstellung eines Theaterzuges, hier ein Handkonterzug

Ein Zug als Teil der Bühnentechnik im Theater ist eine Hebevorrichtung, die den Bühnentechnikern den schnellen Auf- und Abbau sowie den szenischen Wechsel von Dekorationen und technischen Geräten ermöglicht. Ein Zug dient dabei zur vertikalen Bewegung der Last zwischen Bühnenboden und Schnürboden.
Mit den meisten Zügen werden an Seilen aufgehängte horizontale Zugstangen in der Höhe verstellt.
An den Zugstangen können Bühnenprospekte und weitere Dekorationsteile oder Scheinwerfer befestigt werden.
Die Zugseile werden auf dem Schnürboden über Umlenkrollen an die Seite des Bühnenhauses geführt, wo sie gemeinsam an einem Antrieb befestigt sind.

## Punkt- und Prospektzüge
Man unterscheidet zwischen Punkt- und Prospektzügen.

### Prospektzug

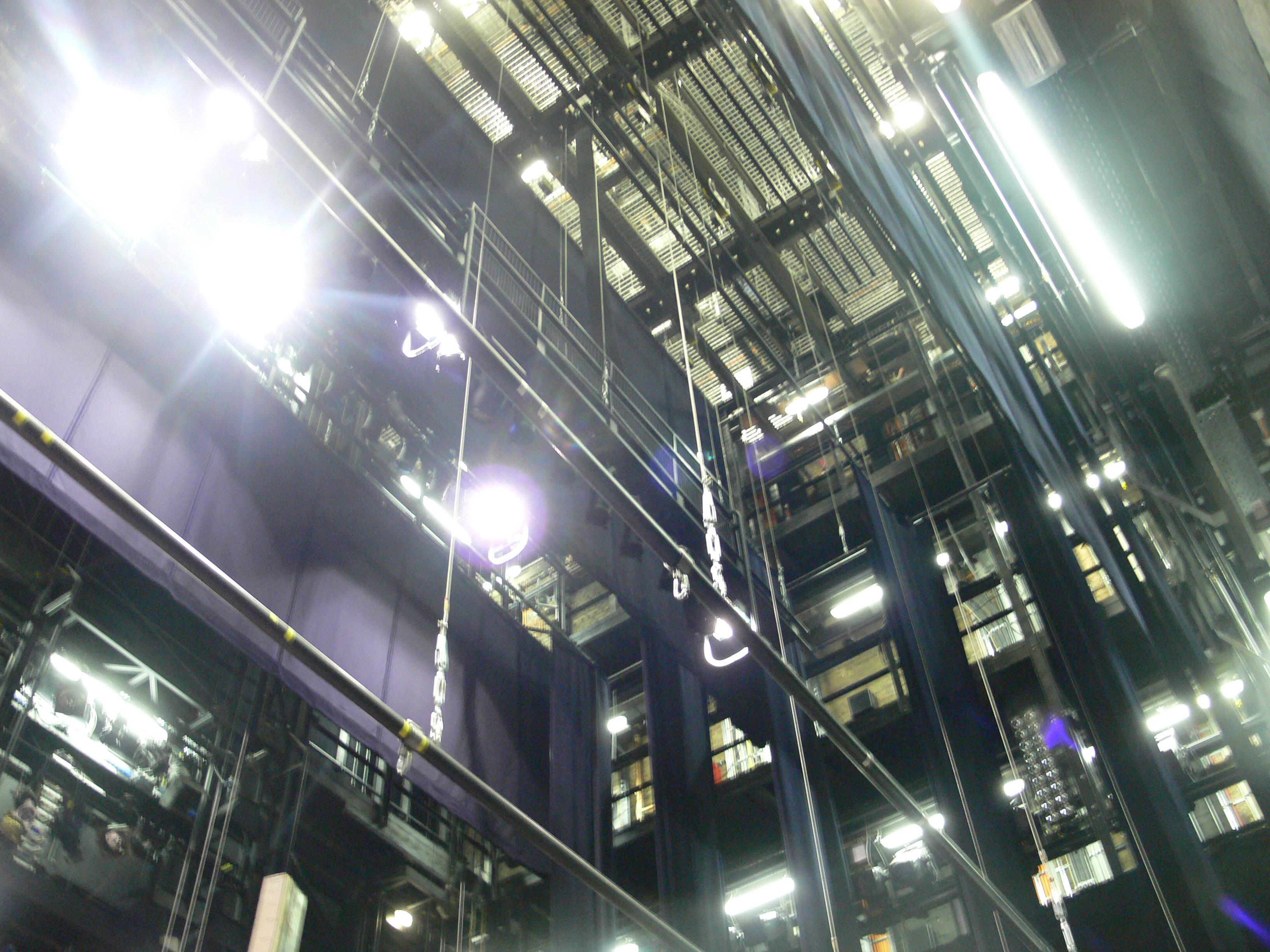
Blick in den Schnürboden mit Prospektzugstangen auf unterschiedlichen Höhen (Theater Bielefeld)

Ein Prospektzug besitzt mehrere Seilabgänge, an denen eine horizontale Zugstange zur Lastaufnahme befestigt ist. Verwendet werden Prospektzüge hauptsächlich zum Einhängen von flacher Dekoration – unter anderem den namensgebenden Bühnenprospekten, die parallel zur Bühnenvorderkante gehängt werden sollen. Sie sind die Bauform von Theaterzügen, die am häufigsten verbaut wird.
Die Zugstange ist meist so lang, dass sie die Breite der unter ihr liegenden Bühnenfläche abdeckt.
Sie wird (mit Ausnahmen) parallel zur Vorderkante der Bühne aufgehängt. Je nach zulässiger Traglast des Zuges besteht die Stange aus einem Rund- oder Rechteckrohr mit ca. 50–60 mm Durchmesser oder ist als Fachwerkträger gebaut.
Mehrere Prospektzüge sind über der Bühne in einem Abstand von 30 bis 50 cm hintereinander angeordnet.

### Punktzüge
Ein Punktzug besitzt nur ein einzelnes Tragmittel – zum Beispiel ein Stahlseil, an dem die Last gehängt werden kann.
Er wird dann verwendet, wenn eine nicht flächige Last gehängt werden muss. Ein Kronleuchter zum Beispiel benötigt nur einen einzelnen Aufhängepunkt, sodass eine Zugstange nicht nötig ist.
Punktzüge können meist variabel eingerichtet werden, um den gerade benötigten Punkt auf der Bühne zu erreichen.
Eine Alternative zu Punktzügen mit Stahlseilen stellen Kettenzüge dar.

## Antriebsarten
Man unterscheidet zwischen folgenden Antriebsarten:

### Handwinde
Die Zugseile werden auf eine Seilwinde geführt und dort aufgewickelt. Der Antrieb erfolgt mit einer Handkurbel.
Die Züge mit Handkurbelbetrieb sind sehr langsam und daher meist nur für Auf- und Abbauarbeiten geeignet.

### Handkonterzug
Der Antrieb erfolgt per Hand durch Ziehen an sogenannten Kommandotauen. Da die Last durch Gegengewichte gekontert, also ausgeglichen, ist, ist eine leichtere und schnellere Bedienung möglich als mit der Handkurbel. Diese Zugart ist im Theater häufig anzutreffen, sie wird jedoch nach und nach durch maschinelle Antriebsarten ersetzt.

### Hydraulischer Antrieb
Die Zugseile sind an einem Hydraulikzylinder befestigt, der durch Ein- und Ausfahrbewegungen den Zug herauf- oder herunterfährt. Die Hydraulik nimmt dabei die gesamte Last auf, Gegengewichte sind nicht mehr notwendig.
Diese Antriebsart kann in ein Steuersystem eingebunden werden, sodass mehrere Züge gleichzeitig von einem zentralen Bedienpult aus gefahren werden können.

### Elektromotorischer Antrieb
Die Zugseile werden auf eine Seiltrommel geführt, die durch einen Elektromotor angetrieben wird.
Auch diese Antriebsart kann in ein Steuersystem eingebunden werden.